# Ulrich Graf (Politiker, 1878)

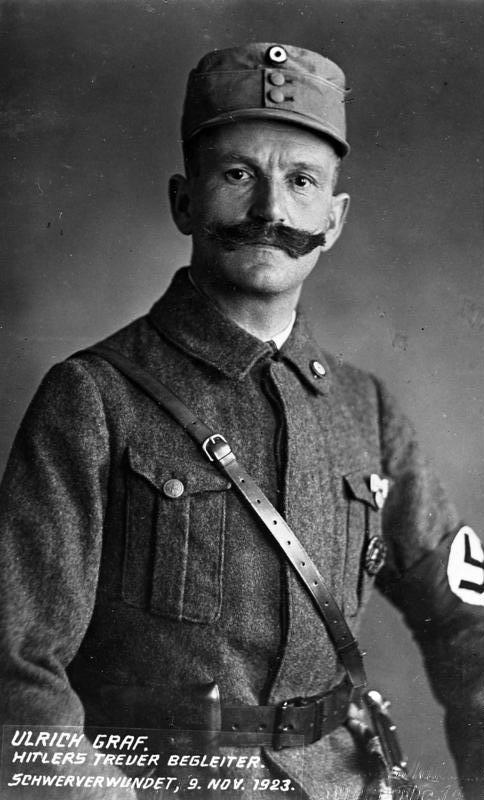
Ulrich Graf (1920), Aufnahme aus dem Hauptarchiv der NSDAP im Bundesarchiv

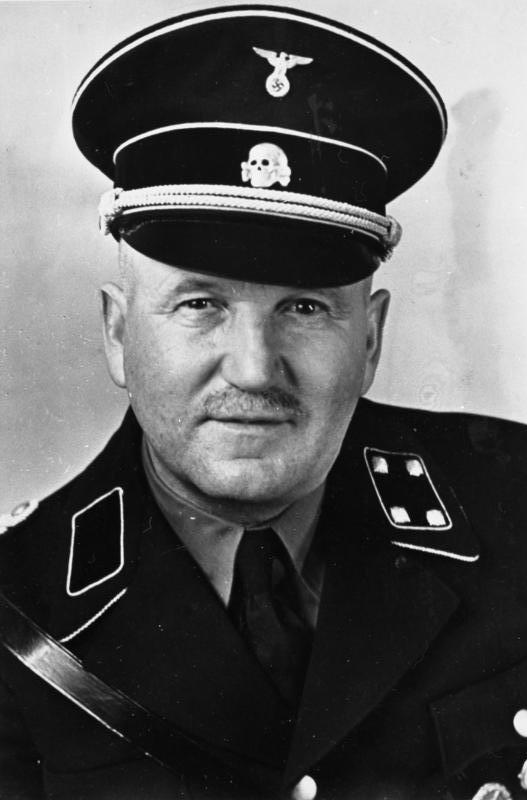
SS-Sturmbannführer Ulrich Graf (1934), Aufnahme des Scherl-Verlages im Bundesarchiv

Ulrich Graf (* 6. Juli 1878 in Bachhagel; † 3. März 1950 in München) war ein deutscher Politiker und Parteifunktionär (NSDAP) sowie SS-Brigadeführer.

## Leben
Der gelernte Müller trat 1896 in die Armee ein. 1904 schied er wegen Dienstbeschädigung aus dem Armeedienst aus. Danach war er als Kommunalbeamter am Schlachthof in München, zuletzt als Freibankmeister, tätig. Nach dem Ersten Weltkrieg wurde er Mitglied der Deutschen Arbeiterpartei, der auch Hitler angehörte. Graf gehörte auch zu den Gründungsmitgliedern der SA. Zum 16. Februar 1921 trat er der NSDAP bei (Mitgliedsnummer 2.882). Ab 1921 war er ständiger Begleiter und persönlicher Leibwächter von Adolf Hitler. Während des Hitler-Ludendorff-Putsches stellte er sich, als am 9. November 1923 der Marsch der Putschisten in München bei der Feldherrnhalle durch die bayerische Landespolizei gestoppt wurde, vor Hitler, wurde dabei schwer verletzt und galt seitdem als dessen Lebensretter. Als Anerkennung erhielt er 1933 den Blutorden mit der Verleihungsnummer 21.
Im Dezember 1924 wurde Graf in den Münchner Stadtrat gewählt, dem er ab dem 1. Januar 1925 angehörte. Zum 22. Juni 1925 trat er der zwischenzeitlich verbotenen und neu gegründeten NSDAP (Mitgliedsnummer 8) und im selben Jahr der SS bei (SS-Nummer 26). Im Stadtrat, in den er 1929 erneut gewählt wurde, trat er als Hinterbänkler auf. Das Mandat war vor allem eine Anerkennungsprämie für frühere Verdienste. Ab Ende 1925 war er Beisitzer im Parteischiedsgericht der NSDAP. Ab 1935 war er Ratsherr der Stadt München. 1936 wurde Graf Mitglied des Reichstages. Innerhalb der SS stieg er 1943 bis zum SS-Brigadeführer auf. In Bachhagel wurde die Gauschulungsburg des Gaues Schwaben nach ihm Ulrich-Graf-Burg genannt.
Nach Kriegsende wurde Graf per Haftbefehl gesucht. Im September 1948 wurde er im Zuge der Entnazifizierung nach einem Spruchkammerverfahren in München als "belastet" eingestuft und zu fünf Jahren Arbeitslager verurteilt. Im Januar 1950 wurde diese Einstufung bestätigt, die Haftzeit aber auf sechs Monate reduziert. Am 13. März 1950 wurde das Verfahren posthum eingestellt. Sein Vermögen wurde jedoch nach seinem Tod eingezogen.
Die von Jost Rieblinger (NSDAP-Kreisleiter von Dillingen) herausgegebene Schrift Ulrich Graf, der Bachtalsohn. Zum 60. Geburtstag des „alten Begleiters des Führers“ (Manz, Dillingen/Donau 1939) wurde in der Sowjetischen Besatzungszone auf die Liste der auszusondernden Literatur gesetzt.